# 哈维尔人权奖
瓦茨拉夫·哈维尔人权奖是歐洲理事會議員大會、瓦茨拉夫·哈维尔图书馆、77宪章基金会于2013年设立的奖项，用于表彰在欧洲及其他地区人权领域做出突出贡献的个人或非政府组织，奖金金额为6万欧元，其中一半由歐洲理事會議員大會提供，另一半由捷克外交部提供。获奖者包括伊朗人纳迪娅·穆拉德和中国人伊力哈木·土赫提。2021年获奖人为鲁嘉因·哈德洛尔。